# 1999年梅竹賽
民國88年（1999年）己卯梅竹賽為第三十一屆國立清華大學與國立交通大學之間的梅竹賽，於該年3月12日至3月17日舉行。本屆賽事由國立交通大學主辦，國立清華大學協辦。賽事結果，國立交通大學以6比5取得本屆賽事總錦標。
本屆賽事正式賽共有11個項目，前10個項目於3月14日完成競賽，當時兩校以5：5平手。棒球項目因雨延至3月17日舉行，成為關鍵性的一戰。當日比賽至七局下半兩出局，清大以4：2領先，只要再拿下一個出局數便可取得本場賽事勝利，但此時卻產生戲劇性變化，交大第四棒李兆平擊出三分全壘打，反而以5X：4逆轉戰局，並使得交大取得關鍵性的一點，獲得本屆梅竹賽總錦標。

## 棒球賽交大逆轉勝
本屆梅竹賽之棒球比賽因雨延至3月17日於交大棒球場比賽，這是梅竹賽自比賽棒球以來，首次於交大球場舉行。比賽採七局制，由國立清華大學先攻、國立交通大學後攻。一局上在交大的失誤下，清大以2：0領先；四局上清大再得1分，3：0領先；五局下，交大擊出一支陽春全壘打，之後靠連續安打再得1分，但清大仍以3：2領先；六局上清大回敬一支陽春全壘打，以4：2領先。七局下半於兩人出局後，兩人在壘，交大第四棒李兆平在一好一壞球數下，擊出逆轉的三分全壘打，終場交大以5X：4取得本場比賽勝利。交大並取得關鍵的一點，在本屆梅竹賽以6：5獲得總錦標。
| 國立清華大學                                                   | 2 | 0 | 0 | 1 | 0 | 1 | 0  | 4  |
| 國立交通大學                                                   | 0 | 0 | 0 | 0 | 2 | 0 | 3X | 5X |
| 全壘打： 清大：6上（1分） 交大：5下（1分）、李兆平（7下，3分） |   |   |   |   |   |   |    |    |

## 賽事結果

### 正式賽
| 項目   | 比賽日期      | 勝隊 | 備註                         |
| ------ | ------------- | ---- | ---------------------------- |
| 桌球   | 1999年3月12日 | 交大 |                              |
| 羽球   | 1999年3月12日 | 清大 |                              |
| 橋藝   | 1999年3月13日 | 交大 |                              |
| 棋藝   | 1999年3月13日 | 交大 |                              |
| 網球   | 1999年3月13日 | 清大 |                              |
| 女籃   | 1999年3月13日 | 交大 |                              |
| 男籃   | 1999年3月13日 | 清大 |                              |
| 足球   | 1999年3月14日 | 交大 |                              |
| 男排   | 1999年3月14日 | 清大 |                              |
| 女排   | 1999年3月14日 | 清大 |                              |
| 棒球   | 1999年3月17日 | 交大 | 5X：4，交大勝                |
| 總錦標 |               | 交大 | 交大以6：5取得本屆賽事總錦標 |

### 表演賽
| 項目 | 比賽日期      | 勝隊 | 備註 |
| ---- | ------------- | ---- | ---- |
| 女羽 | 1999年3月12日 | 交大 |      |
| 女網 | 1999年3月13日 |      |      |